# Горка (Гончаровский сельсовет, Вологодский район)
Горка — деревня в Вологодском районе Вологодской области.
Входит в состав Майского сельского поселения (с 1 января 2006 года по 8 апреля 2009 года входила в Гончаровское сельское поселение), с точки зрения административно-территориального деления — в Гончаровский сельсовет.
Расстояние до районного центра Вологды по автодороге — 33 км, до центра муниципального образования Майского по прямой — 13 км. Ближайшие населённые пункты — Поченга, Третниково, Деревенька.
По переписи 2002 года население — 26 человек (13 мужчин, 13 женщин). Всё население — русские.